# Igny (Essonne)
Pour les articles homonymes, voir Igny.

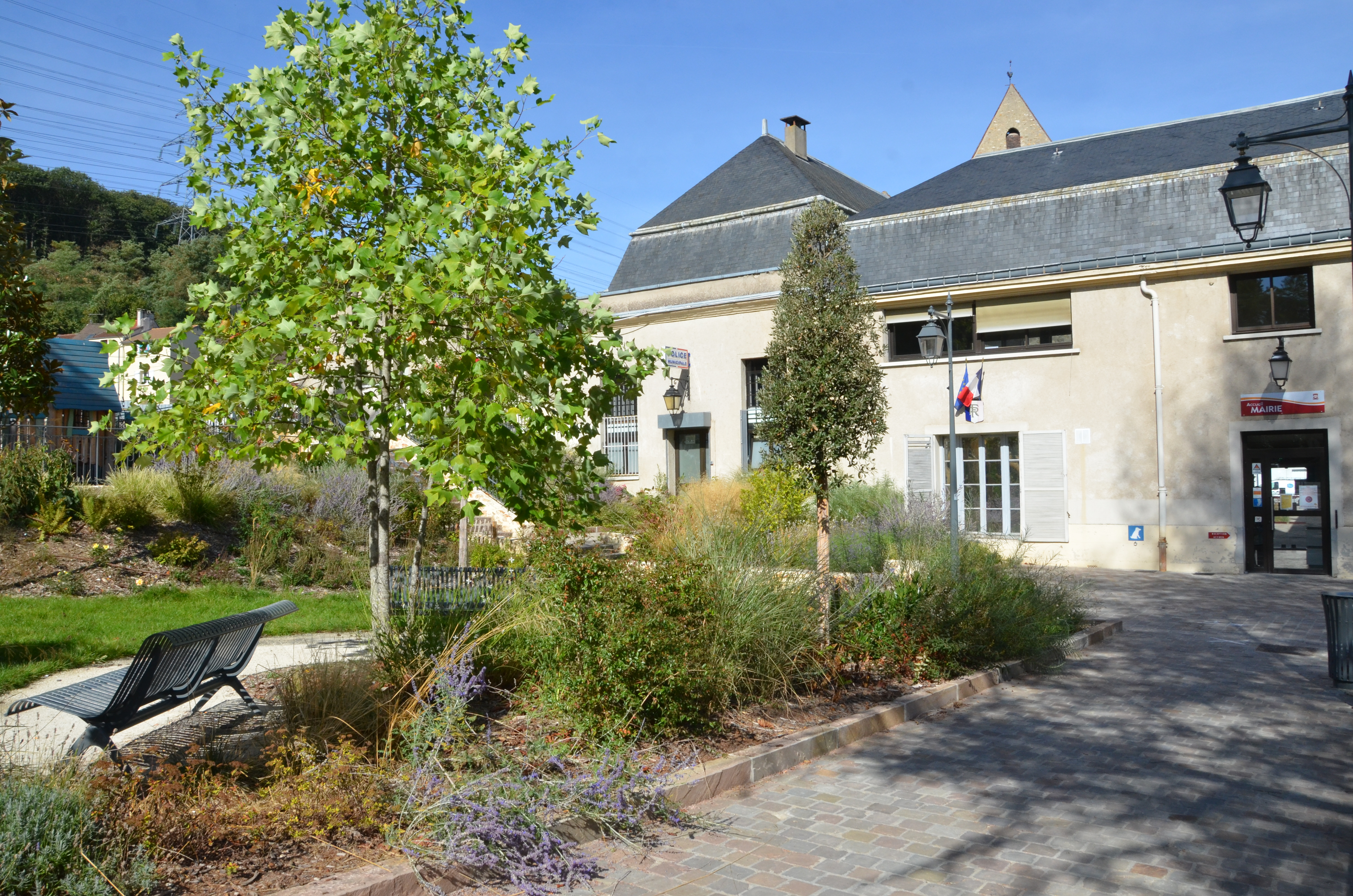
Façade principale (Igny 91)

Igny (prononcé [iɲi] ) est une commune française située dans le département de l’Essonne en région Île-de-France.
Depuis la ferme fortifiée d’Amblainvilliers au XIIIe siècle en passant par les domaines dépendants de Vilgénis, appartenant aux familles de Vigny puis de Bourbon-Condé, Igny est, après avoir été au XIXe siècle un site important de production de fraises et bénéficié au XXe siècle de nombreux lotissements successifs, devenue une commune résidentielle de grande banlieue parisienne, mêlant massifs forestiers, centre-ville au charme rural ancien et résidences pavillonnaires récentes. Elle est connue dans le département pour organiser chaque année en mars un festival de bande dessinée réputé.
Ses habitants sont appelés les Ignissois ou les Ignyssois.

## Géographie

### Situation

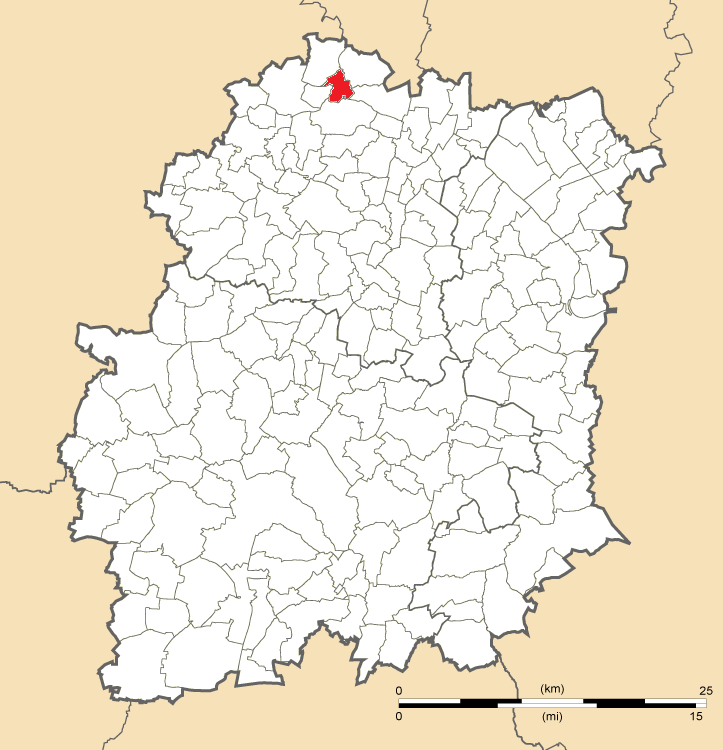
Position d’Igny en Essonne.

Igny est située en Île-de-France, à l’extrême nord-ouest du département de l’Essonne, en totalité intégré à l’agglomération parisienne, au cœur de l’ancien territoire, aujourd’hui région naturelle du Hurepoix. La commune occupe un territoire approximativement rectangulaire de trois cent quatre-vingt-deux hectares dans la vallée de la Bièvre et sur les contreforts est du plateau de Saclay, large de deux mille cinq cents mètres d’ouest en est et long de deux mille sept cents mètres du nord au sud. L’Institut national de l'information géographique et forestière donne les coordonnées géographiques 48°43'48" N et 02°13'29" E au point central de ce territoire. Plus de 60 % de ce territoire sont aujourd’hui urbanisés et construits, ne laissant que 28 % soit cent dix hectares d’espaces classés ruraux, en grande partie constitués de forêt pour près de quatre-vingts hectares et ne laissant que vingt hectares de culture. La rivière la Bièvre qui traverse ce territoire du nord au sud-est est ainsi presque totalement bordée par les espaces de vies, elle est complétée au sud du territoire par le ruisseau de Vauhallan, la rigole de Favreuse ne faisant qu’une brève boucle à l’extrême ouest du territoire. Cette implantation sur les coteaux et au creux d’une vallée implique une différence d’altitude relativement marquée sur un territoire relativement exigü, le point culminant à cent cinquante-quatre mètres au nord-ouest n’étant distant que de quelques centaines de mètres du point le plus bas à une altitude de soixante-deux mètres à la frontière avec Massy. La commune d’Igny, presque exclusivement résidentielle, apparaît comme la transition entre l’urbanisation importante des chefs-lieux de Palaiseau et Massy et les villages agricoles de Vauhallan et Saclay. Avantage de sa situation sur le cours d’une rivière, elle est aujourd’hui traversée par trois axes majeurs, la ligne de grande ceinture empruntée par la ligne V du Transilien et les routes départementales 444 et 117, au croisement de ces dernières avec la RD 60. Plusieurs quartiers constituent actuellement les espaces d’habitation, dont certains comme le Pileu ou Amblainvilliers sont partagés avec les communes voisines de Palaiseau, Massy ou Verrières-le-Buisson.
Excentrée à l’extrême nord-ouest du département, Igny est située à dix-sept kilomètres au sud-ouest de Paris-Notre-Dame, point zéro des routes de France, dix-neuf kilomètres au nord-ouest d’Évry, deux kilomètres au nord-ouest de Palaiseau, vingt-trois kilomètres au nord-ouest de Corbeil-Essonnes, trente-trois kilomètres au nord-est d’Étampes, dix kilomètres au nord-ouest de Montlhéry, seize kilomètres au nord-ouest d’Arpajon, vingt-sept kilomètres au nord-est de Dourdan, vingt-neuf kilomètres au nord-ouest de La Ferté-Alais, quarante-et-un kilomètres au nord-ouest de Milly-la-Forêt et seulement onze kilomètres au sud-est du chef-lieu yvelinois Versailles. La commune est en outre située à deux cent quatre-vingt-dix sept kilomètres au nord-ouest de son homonyme Igny dans la Haute-Saône et cent quatorze kilomètres au sud-ouest d’Igny-Comblizy dans la Marne.

### Hydrographie

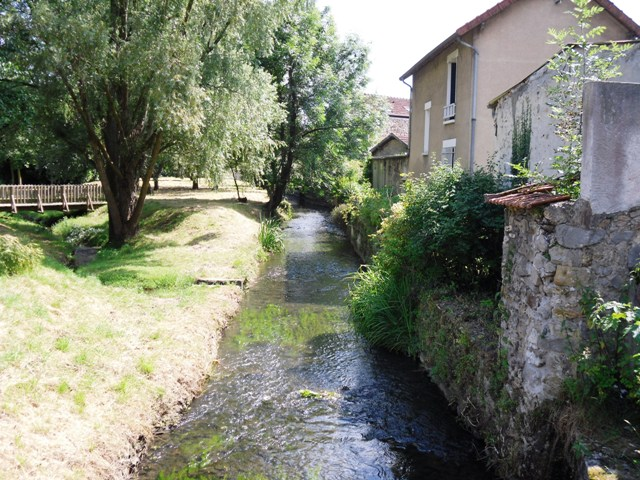
La Bièvre.

À l’est, la Bièvre forme une frontière naturelle avec la commune voisine de Verrières-le-Buisson, elle est rejointe à la frontière avec Massy par son affluent le ru de Vauhallan qui descend du plateau de Saclay et traverse le sud de la commune.
Sur le plateau à l’ouest du territoire communal circule aussi la rigole de Favreuse, canal artificiel d’irrigation et de drainage des eaux de pluie.

### Relief et géologie

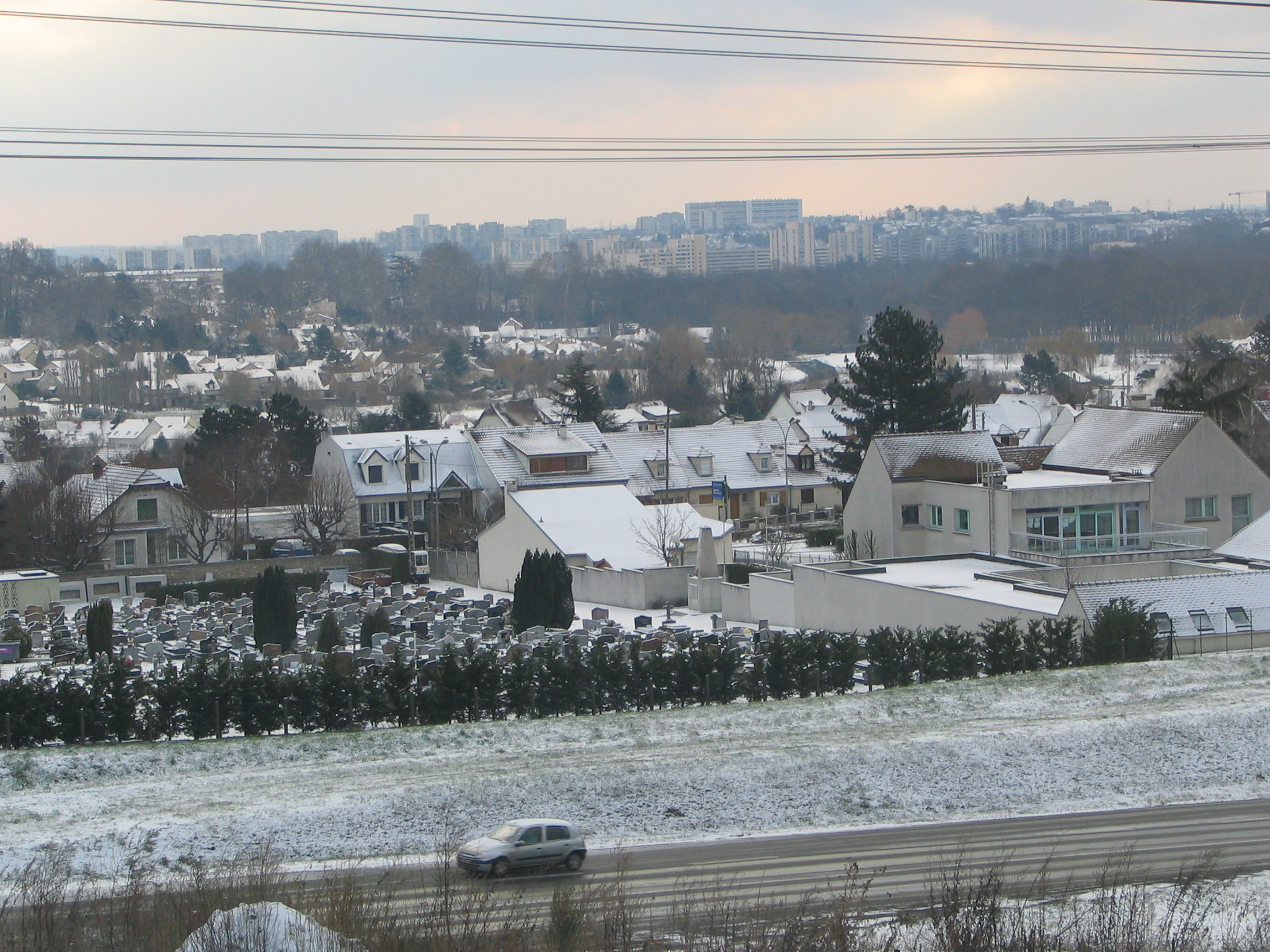
Igny centre sous la neige.

Igny est implantée à l’extrémité est du plateau de Saclay dans la vallée de la Bièvre. Le territoire s’étage ainsi entre cent cinquante-quatre mètres d’altitude à l’ouest sur le plateau dans le bois communal des Brûlis et soixante-deux mètres d’altitude au sud-est sur les berges de la rivière à proximité du parc du château de Vilgénis et de la confluence avec le ruisseau de Vauhallan. Des bornes géodésiques matérialisent certains points de la commune, dont une avenue Jean-Moulin à soixante-neuf mètres, une en centre-ville à proximité de la voie ferrée à soixante-et-onze mètres. Comme l’ensemble de l’Île-de-France, le terrain est constitué de couches successives caractéristiques du Bassin parisien, sur les hauteurs, du sable de Fontainebleau et de la meulière, puis des couches de marne mêlées de gypse, du calcaire et enfin de l’argile, ces strates étant mises à nu dans la vallée par l’érosion de la rivière.

### Communes limitrophes
Igny est limitrophe au sud du chef-lieu de canton et d’arrondissement Palaiseau, en partie séparé par la frontière naturelle du ruisseau de Vauhallan, qui prend sa source dans la commune voisine au sud-ouest, Vauhallan. Cette même commune est en partie séparée par la rigole de Favreuse qui traverse l’ouest du territoire Ignissois avant d’atteindre la commune voisine à l’ouest et au nord-ouest, Bièvres. Cette commune pris son nom de la rivière la Bièvre qui matérialise la frontière avec la commune voisine de Verrières-le-Buisson au nord et au nord-est, puis avec Massy à l’est et au sud-est dans le parc du château de Vilgénis.
| Bièvres   |           | Verrières-le-Buisson |
|           | Igny      |                      |
| Vauhallan | Palaiseau | Massy                |

### Climat
Pour des articles plus généraux, voir Climat de l'Île-de-France et Climat de l'Essonne.
En 2010, le climat de la commune est de type climat océanique dégradé des plaines du Centre et du Nord, selon une étude du CNRS s'appuyant sur une série de données couvrant la période 1971-2000. En 2020, Météo-France publie une typologie des climats de la France métropolitaine dans laquelle la commune est exposée à un climat océanique altéré et est dans la région climatique Sud-ouest du bassin Parisien, caractérisée par une faible pluviométrie, notamment au printemps (120 à 150 mm) et un hiver froid (3,5 °C).
Pour la période 1971-2000, la température annuelle moyenne est de 11,4 °C, avec une amplitude thermique annuelle de 15,1 °C. Le cumul annuel moyen de précipitations est de 633 mm, avec 11,2 jours de précipitations en janvier et 7,7 jours en juillet. Pour la période 1991-2020, la température moyenne annuelle observée sur la station météorologique la plus proche, située sur la commune de Toussus-le-Noble à 8 km à vol d'oiseau, est de 11,5 °C et le cumul annuel moyen de précipitations est de 677,0 mm,. Pour l'avenir, les paramètres climatiques de la commune estimés pour 2050 selon différents scénarios d'émission de gaz à effet de serre sont consultables sur un site dédié publié par Météo-France en novembre 2022.

### Voies de communication et transports

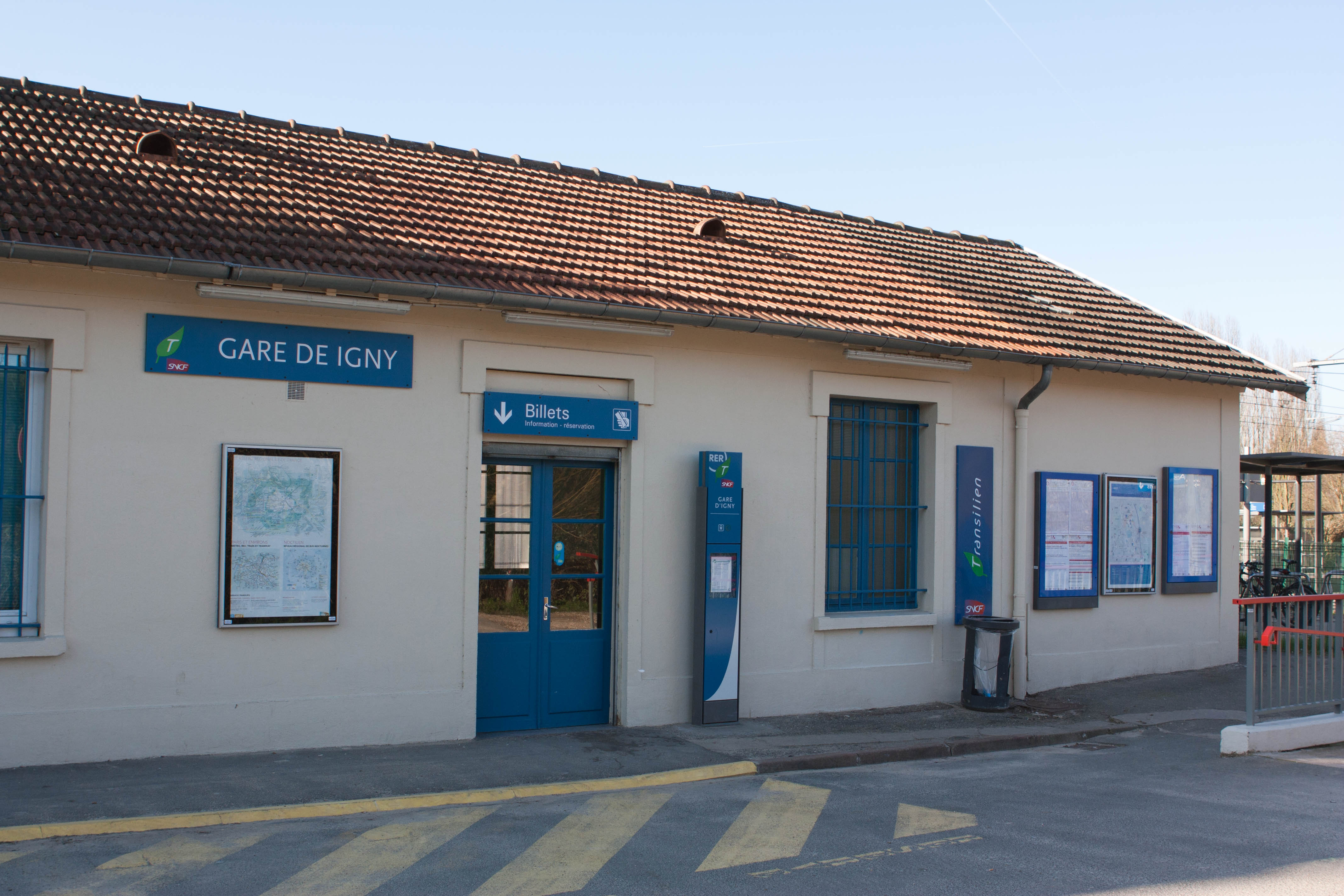
La gare d’Igny.

Igny étant implantée dans la vallée de la Bièvre, elle est traversée par trois axes suivant le cours de la rivière dans la vallée. Le plus important est la ligne de Grande Ceinture qui parcourt la commune du sud-ouest au nord dans sa portion entre Massy et Versailles, aujourd’hui empruntée par la ligne V du Transilien avec une station dans la commune, la gare d'Igny. Le territoire communal est aussi parcourue du nord au sud-est par deux axes routiers importants, la route départementale 444 qui assure la jonction entre la route nationale 118 à Bièvres et l’autoroute A10 à Massy et en parallèle, la route départementale 117 qui démarre à Bièvres et traverse tout le département vers le sud-est. Le centre-ville est installé à l’intersection de ces deux routes majeures et d’une autre réservée au trafic local, la route départementale 60 qui entre par l’est en provenance de Verrières-le-Buisson et quitte le territoire à l’ouest vers Vauhallan.
En plus de ces infrastructures routières et ferroviaires, s’ajoutent plusieurs lignes d’autobus qui disposent d’arrêts dans la commune, dont deux lignes RATP : le bus 294 au départ de la gare et à destination de la station de métro Châtillon - Montrouge et le bus 119 qui relie Vauhallan à la gare des Baconnets à Antony. Les lignes 1 et 16 desservent dans l'ordre Orsay / Palaiseau et  Vauhallan / Saclay, accompagné de la ligne 15 du réseau Paris Saclay qui fait la navette entre la gare de Massy - Palaiseau et le centre commercial Vélizy 2. Depuis 2023, la navette E dessert Vauhallan – Igny – Massy. En outre, la commune est située à seulement dix kilomètres au nord-ouest de l’aéroport Paris-Orly, trente-huit kilomètres au sud-ouest de l’aéroport Paris-Charles-de-Gaulle, l’aviation d'affaires étant dirigée vers l’aéroport de Toussus-le-Noble distant de huit kilomètres à l’ouest.

### Lieux-dits, écarts et quartiers
Outre le centre-ville qui correspond au cœur historique de la commune, l’urbanisation de la commune a créé plusieurs quartiers, dont celui partagé avec Massy et Palaiseau appelé le Pileu. À l’extrême nord du territoire se trouve le quartier résidentiel du Bas Igny, dominé par le lieu-dit les Brûlis, au-delà de la voie ferrée est installée la prairie d’Amblainvilliers et le quartier homonyme commun avec Verrières-le-Buisson puis le lieu-dit Vilgénis, du nom de l’ancien domaine du château, aujourd’hui urbanisé par le quartier du Parc des Érables et le hameau de Gommonvilliers à la frontière avec Massy. La voie ferrée et la voie rapide le séparent de la zone d'activités de la Sablière et du hameau du Marché Palu. Au sud-ouest, à la frontière avec Vauhallan est installé le quartier pavillonnaire du Beausite, dominé par le lieu-dit la Normandie, commun avec la ville voisine. À l’ouest du centre-ville à l’intersection des RD 444 et RD 60 se trouve le dernier quartier dit du Versoir dominé au nord-ouest par les Bois Brûlés.

### Occupation des sols simplifiée
Le territoire de la commune se compose en 2017 de 25,6 % d'espaces agricoles, forestiers et naturels, 9,93 % d'espaces ouverts artificialisés et 64,46 % d'espaces construits artificialisés.

## Urbanisme

### Typologie
Au 1er janvier 2024, Igny est catégorisée grand centre urbain, selon la nouvelle grille communale de densité à sept niveaux définie par l'Insee en 2022.
Elle appartient à l'unité urbaine de Paris, une agglomération inter-départementale regroupant 407  communes, dont elle est une commune de la banlieue,,. Par ailleurs la commune fait partie de l'aire d'attraction de Paris, dont elle est une commune du pôle principal,. Cette aire regroupe 1 929 communes,.

## Toponymie
Iniacum[Quand ?], Ini vers 1100, Igni au XIIe siècle[réf. nécessaire], Rivus de Igniaco au début du XIIIe siècle dans un cartulaire de Philippe Auguste, Igniacum en 1212 et en 1458, Ygny en 1370,.
Le premier élément Ign-, déjà fixé dans les formes anciennes, s'explique par l'anthroponyme gallo-romain Ignius ou Igneus. La terminaison -y est issue de l'évolution phonétique régulière du suffixe -acum après un nom de personne en -i(us). Il est caractéristique de la propriété, d'où le sens global de « propriété d'Ignius »
Homonymie avec Igney (Vosges, Igniaci 1109) et Igny-le-Jard (Marne, Igniacum 1151).

## Histoire

### Les origines
Aucune trace ni aucun vestige antique ne subsiste sur le territoire antérieurement à la sépulture du curé Jean du XIIe siècle, attestant toutefois de la constitution d’une paroisse dès cette époque. En 1180, un seigneur d’Igny, Pierre de Munelles assura durant deux mois la garde du château de Montlhéry. La première mention certaine du lieu intervint au XIIIe siècle dans un cartulaire de Philippe Auguste sous la dénomination de Rivus de Ignaco.

### Agriculture et ferme fortifiée

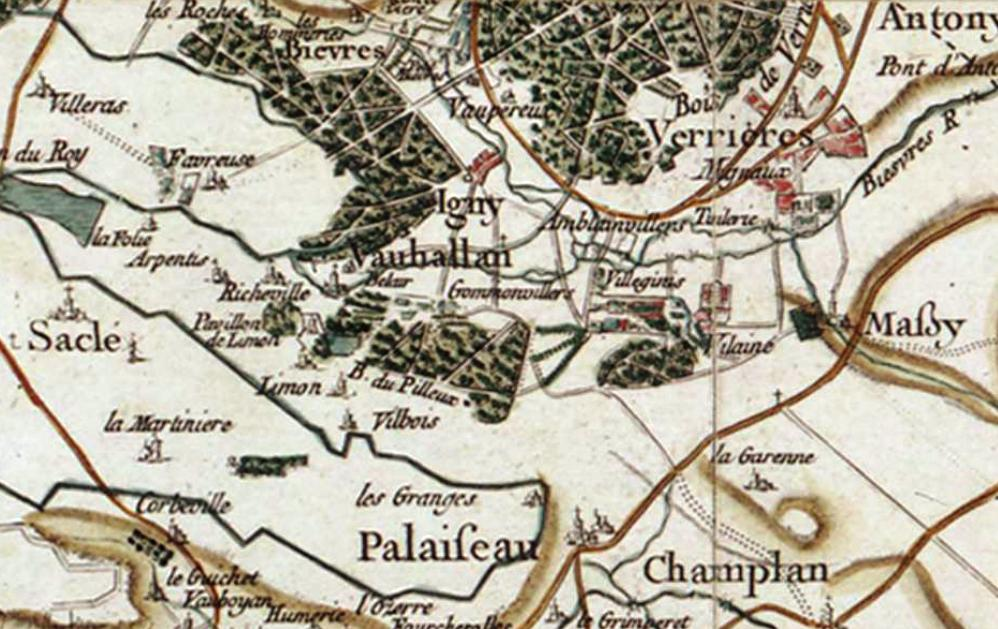
Carte de la région d’Igny au XVIIe siècle.

Au XIIIe siècle fut construite la tour de guet qui constitue aujourd’hui le clocher de l’église Saint-Pierre, en complément de l’édification de la ferme fortifiée d’Amblainvilliers. La présence de ces édifices à la fois agricoles et de défense entraina la ruine du domaine lors de la guerre de Cent Ans, la région fut ravagée par les Anglais, qui s’emparèrent du lieu en 1358. Au XIVe siècle, un autre curé du lieu prénommé Guillaume devint seigneur de Gommonvilliers.
C’est la famille Du Puys qui reconstruisit les domaines d’Igny et Gommonvilliers. Entre le XVe siècle et le XVIe siècle, le village fut repeuplé par l’immigration bretonne dont est issue une des familles illustre du lieu, les Vigny qui dirigea le domaine entre 1579 et 1651. En 1584, l’artiste peintre Éloy Le Mannier vint finir ses jours à Igny. En 1610, le seigneur François de Vigny fut mortellement blessé dans un affrontement avec les paysans du lieu sur le pont Monseigneur sur la rigole de Favreuse.
Cependant, à partir de 1580, le domaine fut rattaché au château de Vilgénis puis vendu en 1648 à Pierre d’Albertas qui laissa à son neveu, ce dernier le vendit au magistrat et homme d'affaires Claude Glucq des Gobelins. Vendu en 1744 à Élisabeth-Alexandrine de Bourbon-Condé, les domaines revinrent par héritage au prince Louis V Joseph de Bourbon-Condé, contraint rapidement à l’exil.

### Démantèlement des domaines et lotissement
La Révolution française entraîna la division en parcelles des domaines, exception faite de la vaste ferme de Gommonvilliers qui se spécialisa dès 1850 dans culture de la fraise. En 1822, les héritiers Condé vendirent les bois et terres à des rentiers et propriétaires fonciers. En 1844, l’abbé Mullois fonda l’orphelinat dans l’ancienne ferme Formé et le donne en 1862 à l’institution Saint-Nicolas des Frères Lasalliens. En 1883 fut achevée la voie ferrée de la ligne de Grande Ceinture, facilitant le transport de voyageurs et des marchandises. À cette époque, des artistes vinrent séjourner dans la vallée de la Bièvre, dont à Igny Camille Corot, Antoine Chintreuil et Léopold Desbrosses.
En 1904 fut organisé le premier lotissement sur le plateau du Pileu alors que les guinguettes s’installaient sur les rives de la Bièvre. En 1920 fut créée une société à participation d’épargne pour organiser l’accession à la propriété. En 1931, la commune acquit l’ancienne maison-Dieu pour y installer l’hôtel de ville et une salle des fêtes. La seconde moitié du XXe siècle vit la construction de nombreux quartiers pavillonnaires et de quelques logements collectifs, dont la résidence des Trois Arpents, première barre d’immeuble construite dans la commune,.
Le 17 février 1950, l’église Saint-Pierre fut inscrite aux monuments historiques. En 1958, pour accompagner l’accroissement de population fut inaugurée l’église Saint-Jean-Bosco. Le 14 mai 1967, la commune se liait dans une association de jumelage avec la ville allemande de Lövenich, suivie le 22 mai 1976 par le jumelage avec la ville anglaise de Crewkerne. En 1967, l’église paroissiale fut rénovée.

## Politique et administration

### Politique locale

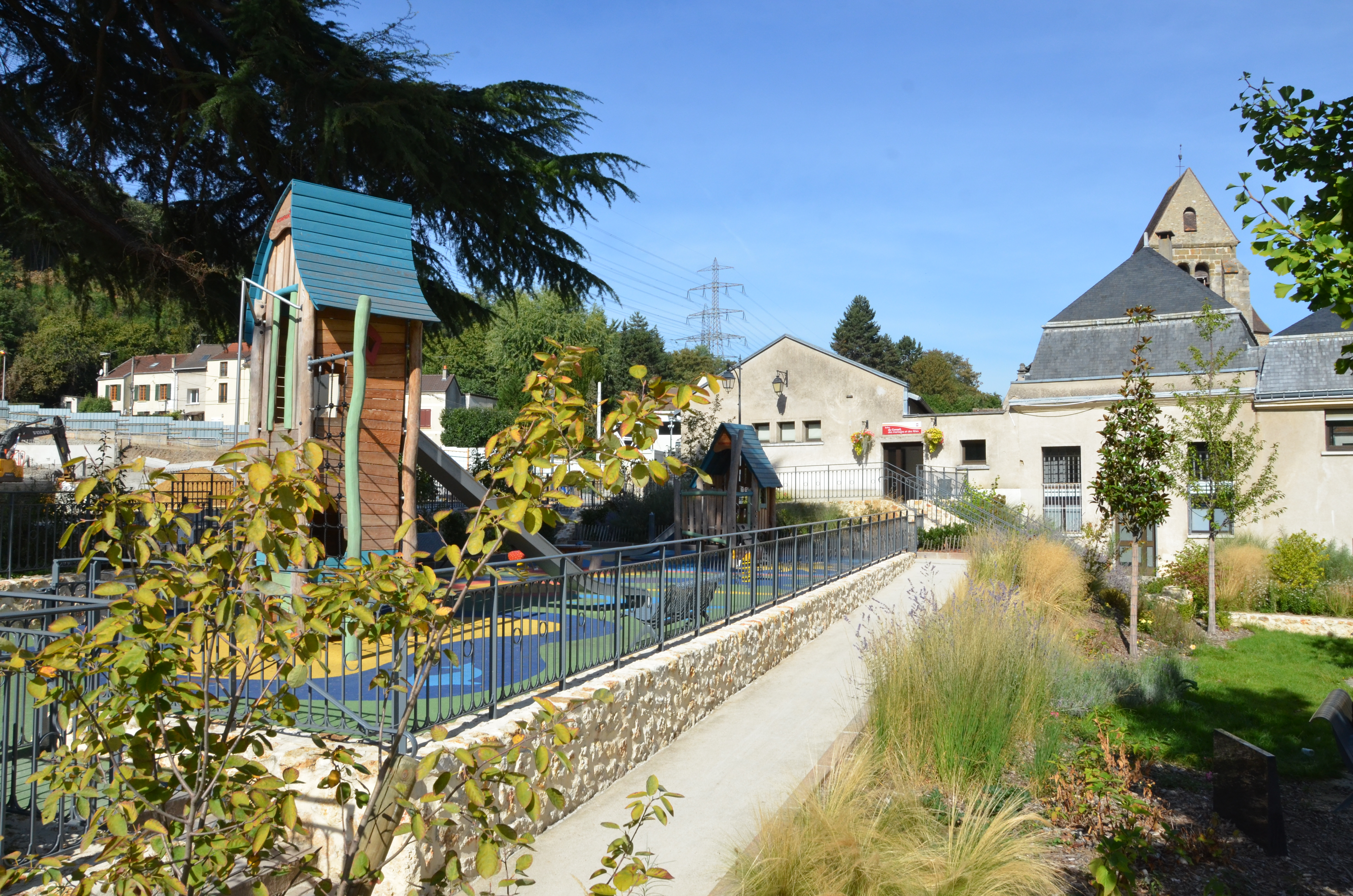
Jardins de la Mairie

La commune d’Igny est implantée dans le département de l’Essonne et l’arrondissement de Palaiseau. Elle est intégrée au canton de Palaiseau représenté par les conseillers départementaux Anne Launay (EELV) et David Ros (PS) et rattachée à la sixième circonscription de l'Essonne représentée par le député Jérome GUEDJ (SOC). Le maire actuel est Francisque Vigouroux (MR), il préside le conseil municipal composé de trente-trois élus dont trente et un pour la majorité et deux pour l’opposition. Le maire est assisté par huit adjoints et 6 conseillers municipaux délégués. La municipalité a en outre mis en place un conseil municipal des enfants et quatre conseils de quartier pour Vilgénis, la Ferme-Gommonvilliers, le Plateau et le Pileu et le Bourg et les Sablons. L’Insee lui attribue le code 91 3 22 312 et la Poste le code postal 91430. La commune d’Igny est enregistrée au répertoire des entreprises sous le code SIREN 219 103 124. Son activité est enregistrée sous le code APE 8411Z.
En 2009, la commune disposait d’un budget de 17 647 000 € dont 11 981 000 € de fonctionnement et 5 666 000 € d’investissement, financés pour 49,21 par les impôts locaux, cette même année, la commune était endettée à hauteur de 8 391 000 €. En 2009, les taux d’impositions s’élevaient à 16,14 % pour la taxe d'habitation, 26,25 % et 106,31 % pour la taxe foncière sur le bâti et le non-bâti et 16,50 % pour la taxe professionnelle fixée par l’intercommunalité. En 2024, la commune disposait sur son territoire de 864 logements sociaux HLM gérés par quatre sociétés de bailleurs de fonds, la commune respectant presque les préconisations de la loi relative à la solidarité et au renouvellement urbains.

### Liste des maires
Trente-quatre maires se sont succédé à la tête de la commune depuis l’élection du premier en 1790 :

### Tendances et résultats politiques
L’analyse des résultats électoraux des derniers scrutins nationaux et locaux montre que les électeurs d’Igny suivent globalement les tendances nationales avec une propension au vote de droite en se démarquant fortement des électeurs de l’ensemble du canton de Palaiseau et de la sixième circonscription. Ainsi, lors des derniers scrutins de 2008, ils ont placé en tête le candidat de la majorité présidentielle, à l’encontre du choix des électeurs de Palaiseau qui donnait dans cette commune 58,93 % des suffrages à la candidate socialiste, lui assurant ainsi 56,45 % des voix sur l’ensemble du canton. Cependant, la même année, les Ignissois renouvelaient leur confiance au maire sortant socialiste, au détriment du candidat UMP. L’année précédente, de la même façon, les électeurs choisirent les candidats UMP pour la présidentielle dès le premier tour et accordait 53,52 % des suffrages à la candidate Véronique Carantois UMP alors que la sixième circonscription choisissait le député sortant socialiste François Lamy à 52,64 %, reproduisant ainsi la situation de 2002 où, là aussi Véronique Carantois était arrivée en tête à Igny mais fut devancée dans la circonscription. Cette même année, un fort rejet du candidat frontiste apparu, avec plus de cinq points de plus accordés au candidat Jacques Chirac qui était déjà arrivé en tête au premier tour mais suivi par le candidat Lionel Jospin. En 2004, les électeurs de la commune suivirent les choix nationaux en accordant la majorité aux candidats socialistes aux élections européennes et régionales. Mais 2005 vit une forte distinction entre les résultats communaux et nationaux lors du référendum sur la constitution européenne, les Ignissois approuvant à 58,58 % le traité de Rome de 2004 avec une forte participation à 74,77 % alors que l’ensemble des français le rejetaient à 54,67 % avec une participation moindre, les Ignissois suivant ainsi leur choix de 1992 où ils avaient approuvés à 57,45 % le traité de Maastricht avec une participation forte de 75,50 %.

#### Élections présidentielles, résultats des deuxièmes tours
- Élection présidentielle de 2002 : 87,65 % pour Jacques Chirac (RPR), 12,35 % pour Jean-Marie Le Pen (FN), 80,54 % de participation[68].
- Élection présidentielle de 2007 : 53,56 % pour Nicolas Sarkozy (UMP), 46,44 % pour Ségolène Royal (PS), 87,17 % de participation[69].
- Élection présidentielle de 2012 : 50,49 % pour Nicolas Sarkozy (UMP), 49,51 % pour François Hollande (PS), 83,81 % de participation[70].
- Élection présidentielle de 2017 : 79,07 % pour Emmanuel Macron (LREM), 20,93 % pour Marine Le Pen (FN), 78,48 % de participation.
- Élection présidentielle de 2022 : 58,55 % pour Emmanuel Macron (LREM), 41,45 % pour Marine Le Pen (FN), 71,99 % de participation.

#### Élections législatives, résultats des deuxièmes tours
- Élections législatives de 2002 : 53,40 % pour Véronique Carantois (UMP), 46,60 % pour François Lamy (PS), 65,28 % de participation[71].
- Élections législatives de 2007 : 53,52 % pour Véronique Carantois (UMP), 46,48 % pour François Lamy (PS), 63,75 % de participation[72].
- Élections législatives de 2012 : 51,40 % pour Grégoire de Lasteyrie (UMP), 48,60 % pour François Lamy (PS), 60,92 % de participation[73].
- Élections législatives de 2017 : 58,07 % pour Amélie de Montchalin (LREM), 41,93 % pour Françoise Couasse (UDI), 46,98 % de participation.
- Élections législatives 2022 :53,36 % pour Jérome Guedj PS (NUPES), 46,64 pour Amélie de Montchalin (LREM), 50,15% de participation
- Élections législatives 2024 : 74,26 % pour Jérome Guedj PS (NFP), 25.74% pour Natacha Groupy RN, 66,28% de participation

#### Élections européennes, résultats des deux meilleurs scores
- Élections européennes de 2004 : 27,12 % pour Harlem Désir (PS), 16,23 % pour Patrick Gaubert (UMP), 48,21 % de participation[74].
- Élections européennes de 2009 : 29,49 % pour Michel Barnier (UMP), 22,61 % pour Daniel Cohn-Bendit (Europe Écologie), 49,68 % de participation[75].
- Élections européennes de 2014 : 21,19 % pour Alain Lamassoure (UMP), 17,95 % pour Aymeric Chauprade (FN), 49,99 % de participation.
- Élections européennes de 2019 : 30,13 % pour Nathalie Loiseau (LREM), 18,65 % pour Yannick Jadot (EELV), 55,37 % de participation.
- Élections européennes de 2024 : 20,36% pour Valérie HAYER (LREM/RE), 19,04% pour Jordan BARDELLA (PfE), 51,49 % de participation

#### Élections régionales, résultats des deux meilleurs scores
- Élections régionales de 2004 : 51,53 % pour Jean-Paul Huchon (PS), 40,50 % pour Jean-François Copé (UMP), 67,76 % de participation[76].
- Élections régionales de 2010 : 56,64 % pour Jean-Paul Huchon (PS), 43,36 % pour Valérie Pécresse (UMP), 55,10 % de participation[77].
- Élections régionales de 2015 : 47,67 % pour Valérie Pécresse (LR), 39,71 % pour Claude Bartolone (PS), 61,07 % de participation.

#### Élections cantonales et départementales, résultats des deuxièmes tours
- Élections cantonales de 2001 : données manquantes.
- Élections cantonales de 2008 : 50,43 % pour Bernard Vidal (UMP), 49,57 % pour Claire Robillard (PS), 58,78 % de participation[78].
- Élections départementales de 2015 : 61,72 % pour Marie-Christine Graveleau (UMP) et Francisque Vigouroux (UDI), 38,28 % pour Anne Launay (EELV) et David Ros (PS), 50,12 % de participation.

#### Élections municipales, résultats des deuxièmes tours
- Élections municipales de 2001 : 40,32 % pour Françoise Ribière (PS), 37,73 % pour Vincent Dardare (DVD), 63,65 % de participation[79].
- Élections municipales de 2008 : 51,93 % pour Françoise Ribière (PS), 48,07 % pour Xavier Millois (UMP), 61,16 % de participation[80].
- Élections municipales de 2014 : 40,20 % pour Francisque Vigouroux (UDI), 36,41 % pour Xavien Millois (UMP), 65,30 % de participation.
- Élections municipales de 2020 : 84,11 % pour Francisque Vigouroux (MR) élu au premier tour, 15,88 % pour Jean-Léonce Korchia (DVG), 43,55 % de participation.

#### Référendums
- Référendum de 2000 relatif au quinquennat présidentiel : 74,72 % pour le Oui, 25,28 % pour le Non, 31,34 % de participation[81].
- Référendum de 2005 relatif au traité établissant une Constitution pour l’Europe : 58,58 % pour le Oui, 41,42 % pour le Non, 74,77 % de participation[82].

### Intercommunalité
Dans le cadre de l’intercommunalité, la commune adhérait jusqu'au 1er janvier 2016 à la communauté d'agglomération du plateau de Saclay qui rassemblait onze communes et depuis cette date à la Communauté d'agglomération Paris-Saclay regroupant 27 communes, qui dispose des prérogatives pour le développement économique et l’aménagement du territoire.
La commune adhère également au syndicat des eaux d’Île-de-France, au syndicat intercommunal d’assainissement de la vallée de la Bièvre (SIAVB), au syndicat intercommunal des ordures ménagères (SIOM), au syndicat intercommunal pour l’enfance inadaptée (SIEI). Elle dispose d’un centre communal d'action sociale.

### Jumelages
| Igny Crewkerne Köln-Lövenich |

Igny a développé des associations de jumelage avec :
- Crewkerne (Royaume-Uni) depuis le 22 mai 1976,
- Köln-Lövenich (Allemagne) depuis le 14 mai 1967.

## Population et société

### Démographie

#### Évolution démographique
L'évolution du nombre d'habitants est connue à travers les recensements de la population effectués dans la commune depuis 1793. Pour les communes de plus de 10 000 habitants les recensements ont lieu chaque année à la suite d'une enquête par sondage auprès d'un échantillon d'adresses représentant 8 % de leurs logements, contrairement aux autres communes qui ont un recensement réel tous les cinq ans,.

En 2022, la commune comptait 10 571 habitants, en évolution de +6,52 % par rapport à 2016 (Essonne : +2,89 %, France hors Mayotte : +2,11 %).
| 1793 | 1800 | 1806 | 1821 | 1831 | 1836 | 1841 | 1846 | 1851 |
| ---- | ---- | ---- | ---- | ---- | ---- | ---- | ---- | ---- |
| 505  | 601  | 594  | 640  | 632  | 700  | 654  | 625  | 592  |

| 1856 | 1861 | 1866 | 1872 | 1876  | 1881  | 1886  | 1891  | 1896  |
| ---- | ---- | ---- | ---- | ----- | ----- | ----- | ----- | ----- |
| 640  | 670  | 726  | 802  | 1 145 | 1 162 | 1 374 | 1 423 | 1 553 |

| 1901  | 1906  | 1911  | 1921  | 1926  | 1931  | 1936  | 1946  | 1954  |
| ----- | ----- | ----- | ----- | ----- | ----- | ----- | ----- | ----- |
| 1 619 | 1 685 | 1 420 | 1 620 | 2 422 | 3 075 | 3 557 | 3 710 | 4 931 |

| 1962  | 1968  | 1975  | 1982  | 1990  | 1999  | 2005  | 2006   | 2011   |
| ----- | ----- | ----- | ----- | ----- | ----- | ----- | ------ | ------ |
| 5 514 | 7 794 | 9 102 | 9 235 | 9 428 | 9 381 | 9 868 | 10 184 | 10 522 |

| 2016  | 2021   | 2022   | - | - | - | - | - | - |
| ----- | ------ | ------ | - | - | - | - | - | - |
| 9 924 | 10 213 | 10 571 | - | - | - | - | - | - |

Le premier recensement des personnes intervenu en 1793 permit de décompter à Igny cinq cent cinq habitants. La commune entama une forte croissance pour dépasser les six cents âmes la première année du XIXe siècle, croissance qui se poursuivit malgré une très légère chute cinq ans plus tard, elle comptait sept cents résidents en 1836 mais seulement cinq cent quatre-vingt-douze en 1851. La croissance reprit fortement pour atteindre huit cent deux habitants vingt ans plus tard et dépasser le cap des mille cent résidents en 1876. L’arrivée à partir de 1883 de la ligne de Grande Ceinture permit la persistance de cette progression, la commune passant à mille quatre cent vingt-trois habitants en 1891 en mille six cent dix-neuf au tout début du XXe siècle. Toutefois, une chute intervint entre 1906 et 1911, la commune perdant deux cent soixante personnes en seulement cinq ans, difficilement retrouvés en partie à cause des pertes de la Première Guerre mondiale. L’entre-deux-guerres permit toutefois à la commune de dépasser le cap des deux mille résidents en 1926 puis celui des trois mille en 1931. Une progression plus rapide encore s’engagea dans la seconde moitié du XXe siècle, partant de trois mille sept cent dix habitants en 1946, atteignant plus de quatre mille neuf cents personnes en 1954, cinq mille cinq cents en 1962, près de sept mille huit cents en 1968 et dépassant le neuf mille cent résidents en 1975. Les trente dernières années virent une croissance plus mesurée, la commune n’atteignant que dix mille cent quatre vingt-quatre habitants lors du recensement intervenus en 2006. L’immigration ne compte que pour une petite proportion dans cette croissance relativement rapide puisque seulement 4,1 % des habitants d’Igny étaient de nationalité étrangère en 1999, avec cependant deux communautés importantes, les Algériens qui représentaient 22,6 % des étrangers et les Portugais 15,5 %, suivis par les Italiens pour 7,9 %, les Marocains pour 7,1 %, les Tunisiens pour 5,7 %, les Espagnols pour 3,7 % et les Turcs pour 0,9 %.

#### Pyramide des âges
En 2018, le taux de personnes d'un âge inférieur à 30 ans s'élève à 36,6 %, soit en dessous de la moyenne départementale (39,9 %). À l'inverse, le taux de personnes d'âge supérieur à 60 ans est de 22,6 % la même année, alors qu'il est de 20,1 % au niveau départemental.
En 2018, la commune comptait 4 858 hommes pour 4 886 femmes, soit un taux de 50,14 % de femmes, légèrement inférieur au taux départemental (51,02 %).
Les pyramides des âges de la commune et du département s'établissent comme suit.
| Hommes | Classe d’âge | Femmes |
| ------ | ------------ | ------ |
| 0,4    | 90 ou +      | 1,1    |
| 7,2    | 75-89 ans    | 8,4    |
| 12,9   | 60-74 ans    | 15,2   |
| 23,5   | 45-59 ans    | 22,2   |
| 17,1   | 30-44 ans    | 19,0   |
| 19,2   | 15-29 ans    | 15,1   |
| 19,7   | 0-14 ans     | 19,0   |

| Hommes | Classe d’âge | Femmes |
| ------ | ------------ | ------ |
| 0,5    | 90 ou +      | 1,4    |
| 5,4    | 75-89 ans    | 7,2    |
| 12,9   | 60-74 ans    | 13,9   |
| 20     | 45-59 ans    | 19,4   |
| 19,9   | 30-44 ans    | 20,1   |
| 20     | 15-29 ans    | 18,2   |
| 21,3   | 0-14 ans     | 19,8   |

### Enseignement

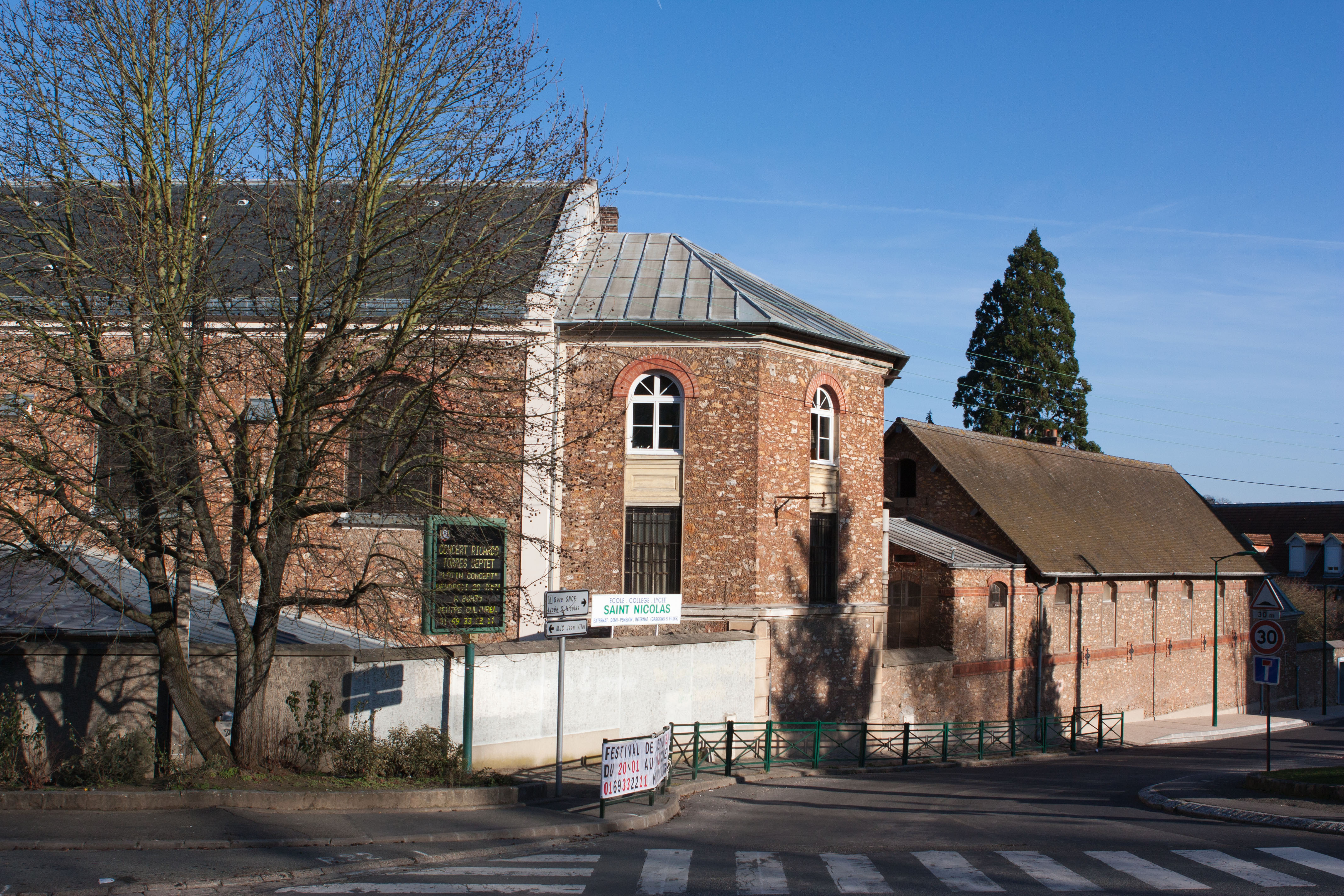
L’institut Saint-Nicolas et la chapelle.

Les établissements scolaires de la commune dépendent de l’académie de Versailles. La commune dispose sur son territoire de l’école maternelle Charles-Perrault, de l’école élémentaire Jules-Ferry, du Groupe scolaire Jean-Baptiste Corot et Joliot-Curie ainsi que l'ensemble scolaire catholique La Salle Igny. Elle accueille aussi sur son territoire le collège Émile-Zola, les élèves poursuivent ensuite leurs études dans les lycées des communes voisines de Massy ou Palaiseau. S’ajoute à cette offre éducative publique l’école, collège, lycée avec spécialisation en enseignement agricole privé sous contrat catholique Saint-Nicolas,. La commune dispose aussi dune crèche familiale Françoise-Dolto et d'un centre de loisirs Jules-Verne.

### Santé
La maison de santé à ouvert ses portes en mars 2022et accueille une dizaine de médecin. L’hôpital privé Jacques-Cartier de Massy assure le traitement des urgences et pathologies spécifiques. Quatre médecins, quatre dentistes exercent dans la commune et trois pharmacies sont installées à Igny. Un centre de la protection maternelle et infantile est implanté dans la commune.

### Services publics

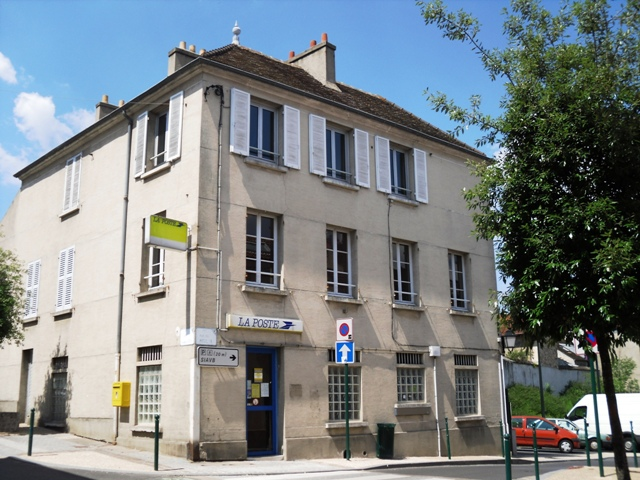
L’agence postale du centre.

Une agence postale est implantée dans la commune, ainsi qu'une agence postale communale, située en Mairie. La sécurité des biens et personnes est assurée par la compagnie de police nationale de Palaiseau et le centre de secours de Massy-Igny. L’organisation juridictionnelle rattache les justiciables Ignissois au tribunal d’instance de Palaiseau, au conseil de prud’hommes de Longjumeau, aux tribunaux de grande instance et de commerce d’Évry et à la cour d'appel de Paris.

### Culture

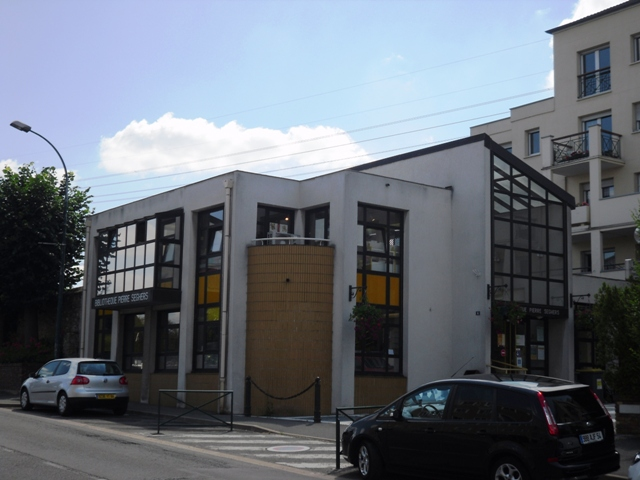
La bibliothèque Pierre-Seghers.

La commune d’Igny dispose sur son territoire de divers lieux d’accès à la culture. Le plus important est la médiathèque Pierre Seghers, complétée par le centre culturel municipal Isadora Ducan proposant des expositions et spectacles, par la maison des jeunes et de la culture Jean Vilar et par le Conservatoire de musique et de danse. 16 associations participent à l’animation culturelle de la commune. Igny organise aussi chaque année depuis 2003 en mars un festival de bande dessinée, BD'Essonne.

### Sports

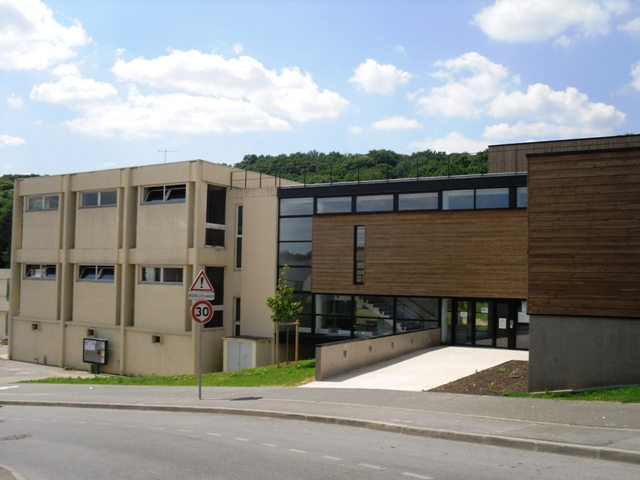
Le gymnase Marcel-Cerdan.

La commune dispose de plusieurs installations à caractère sportif dont le centre sportif des Bois-Brûlés disposant d’un terrain de football d’honneur et d’un terrain synthétique, du stade Jean-Moulin avec un terrain de football synthétique, du gymnase Marcel Cerdan, des gymnases Saint-Exupéry et Guéric Kervadec, des tennis des Ruchères avec 3 courts extérieurs dont 1 avec auvent et deux courts couverts + un pickleball, du skatepark et du boulodrome Mathurin-Allenou. 23 associations loi de 1901 organisent la pratique sportive dans la commune.

### Lieux de culte
La paroisse catholique d’Igny est rattachée au diocèse d'Évry-Corbeil-Essonnes et au secteur pastoral de Palaiseau. Elle dispose sur son territoire des églises Saint-Pierre dans le Bourg et Saint-Jean-Bosco à Gommonvilliers. Une chapelle Saint-Nicolas est implantée dans l’enceinte de l’école privée catholique lasallienne.

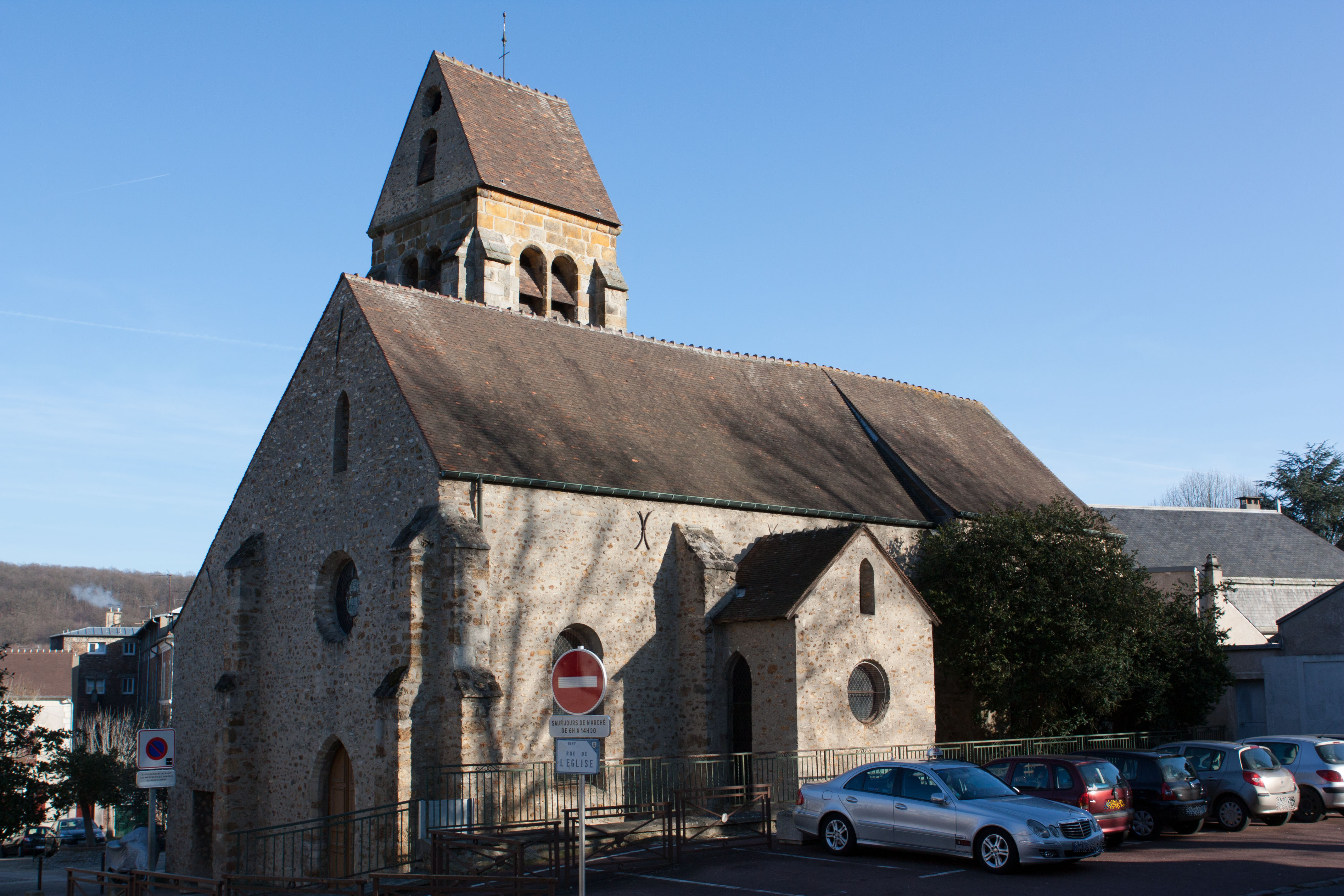
L’église Saint-Pierre.
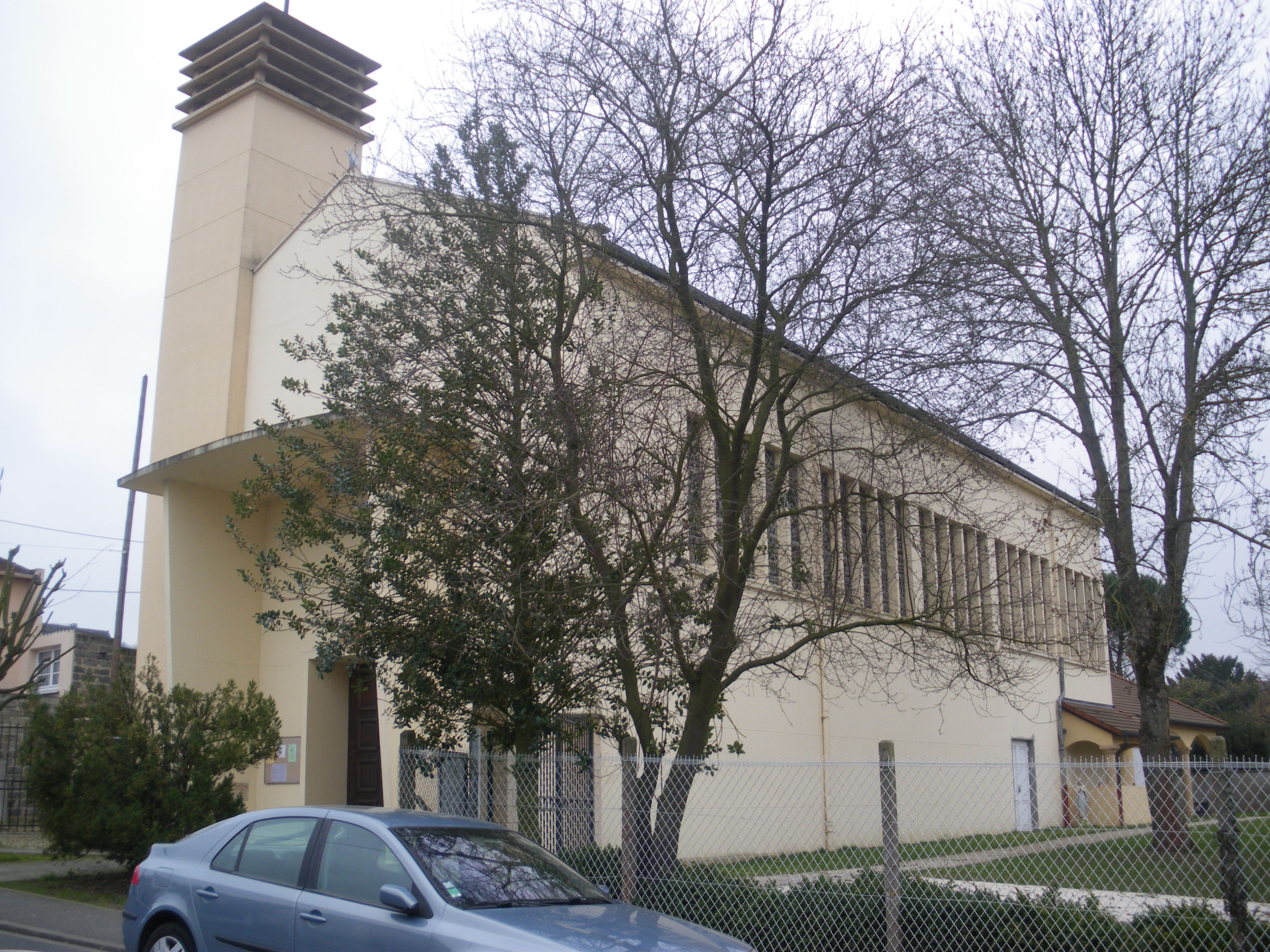
L’église Saint-Jean-Bosco.

### Médias
La commune est située dans le bassin d’émission des chaînes de télévision France 3 Paris Île-de-France Centre, IDF1 intégré à la nouvelle Télif. L’hebdomadaire Le Républicain relate les informations locales dans son édition Nord-Essonne comme la station de radio EFM et Le Parisien.

## Économie
Igny est intégrée par l’Insee à la zone d’emploi de Boulogne-Billancourt qui regroupe vingt-huit communes et 820 003 habitants en 1999, les Ignissois comptant pour 1,14 % du total. Cette même année, la population active municipale représentait 4 461 personnes et seulement 6,8 % d’entre elles étaient au chômage, chiffre porté à 7,5 % en 2004. Mille deux cents d’entre elles relevaient de la catégorie socio-professionnelle des cadres, suivis de près par les professions intermédiaires, 89 % de cette population exerçant un emploi salarié. Malgré la présence d’un lycée horticole dans la commune et de quelques espaces agricoles, plus aucun agriculteur ne réside dans la commune, alors qu’elle disposait encore en 1988 de quatre exploitations sur vingt-et-un hectares. En 2006, trois cent quatre-vingt-seize établissements étaient installés dans la commune dont 64 % étaient actifs dans le secteur des services et douze d’entre elles relevaient de la fonction publique. Un seul hôtel est installé dans la commune, disposant de soixante-douze chambres classées deux étoiles. Depuis novembre 2005, la commune est au cœur de l’opération d'Intérêt National de Massy Palaiseau Saclay Versailles Saint-Quentin-en-Yvelines. Trois marchés se tiennent dans la commune, les jeudis et dimanches à Gommonvilliers et le samedi au bourg.

### Emplois, revenus et niveau de vie
En 2006, le revenu net imposable moyen par foyer s’élevait à 34 686 et 74 % des dits foyers étaient imposables. Cette même année, 65 % de la population était propriétaire de son logement, des pavillons dans 65 % des cas comprenant pour un tiers plus de cinq pièces. Le revenu fiscal médian par ménage était en 2006 de 26 696 euros, ce qui plaçait Igny au deux cent trente-neuvième rang parmi les 30 687 communes de plus de cinquante ménages en métropole et au vingt-deuxième rang départemental.
| Répartition des emplois par catégorie socioprofessionnelle en 2006. |              |                                           |                                                   |                            |                          |                           |
|                                                                     | Agriculteurs | Artisans, commerçants, chefs d’entreprise | Cadres et professions intellectuelles supérieures | Professions intermédiaires | Employés                 | Ouvriers                  |
| Igny                                                                | 0,0 %        | 5,0 %                                     | 21,3 %                                            | 28,9 %                     | 24,2 %                   | 20,7 %                    |
| Zone d’emploi de Boulogne-Billancourt                               | 0,0 %        | 3,9 %                                     | 34,9 %                                            | 26,9 %                     | 23,8 %                   | 10,4 %                    |
| Moyenne nationale                                                   | 2,2 %        | 6,0 %                                     | 15,4 %                                            | 24,6 %                     | 28,7 %                   | 23,2 %                    |
| Répartition des emplois par secteur d'activité en 2006.             |              |                                           |                                                   |                            |                          |                           |
|                                                                     | Agriculture  | Industrie                                 | Construction                                      | Commerce                   | Services aux entreprises | Services aux particuliers |
| Igny                                                                | 0,4 %        | 13,0 %                                    | 11,7 %                                            | 16,5 %                     | 16,2 %                   | 7,9 %                     |
| Zone d’emploi de Boulogne-Billancourt                               | 0,2 %        | 11,7 %                                    | 3,9 %                                             | 10,7 %                     | 29,8 %                   | 9,7 %                     |
| Moyenne nationale                                                   | 3,5 %        | 15,2 %                                    | 6,4 %                                             | 13,3 %                     | 13,3 %                   | 7,6 %                     |
| Sources : Insee                                                     |              |                                           |                                                   |                            |                          |                           |

## Culture locale et patrimoine

### Patrimoine environnemental
Implantée dans la vallée de la Bièvre, Igny dispose d’un milieu naturel relativement préservé. Un vaste bois communal est planté au nord-ouest, les Bois-Brûlés qui occupent soixante-six hectares, complétés au sud-ouest par La Normandie qui occupe dix-sept hectares, partie intégrante de la forêt de Palaiseau.
Les berges de la Bièvre et la forêt ont été recensés au titre des espaces naturels sensibles par le conseil départemental de l'Essonne.
Cinq squares accueillent les habitants, aux Brûlis, aux Érables, aux sablons, à la mairie et rue du bouton d'or.
Le sentier de grande randonnée GR 655 passe à l’extrême nord-ouest de la commune en bordure des Bois-Brûlés. En centre-ville, le lycée horticole Saint-Nicolas dispose de vastes espaces de culture sous serres.

### Patrimoine architectural

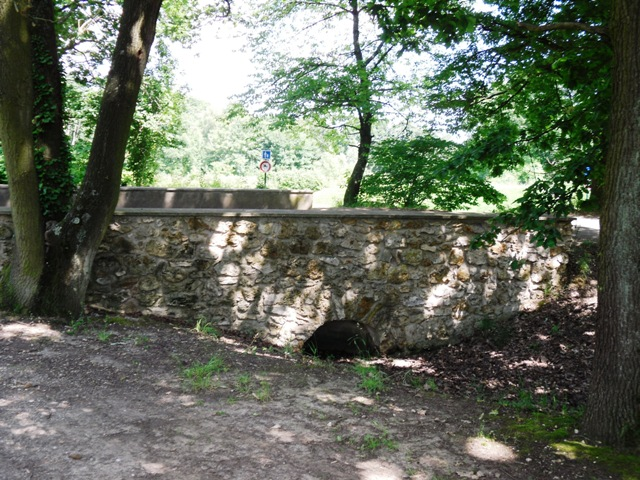
Le pont Monseigneur.

Commune longtemps rurale et aujourd’hui totalement intégrée à l’agglomération parisienne, Igny ne dispose pas de monuments architecturaux remarquables. Le seul édifice recensé aux monuments historiques est l’église Saint-Pierre du XIIIe siècle, modifiée au XVe siècle et inscrite le 17 février 1950. L’hôtel de ville est aujourd’hui installé dans un bâtiment du XVIe siècle et XVIIIe siècle, la chapelle Saint-Nicolas date quant à elle du XIXe siècle et le pont Monseigneur sur la rigole de Favreuse date du XVIe siècle.

### Personnalités liées à la commune
Différents personnages publics sont nés, décédés ou ont vécu à Igny :
- Claude Glucq des Gobelins (1676-1742), homme d'affaires, était seigneur d’Igny.
- Jean-Baptiste Corot (1796-1875), artiste peintre, y exerça.
- Antoine Chintreuil (1814-1873), artiste peintre, y vécut.
- Léopold Desbrosses (1821-1908), artiste peintre et sculpteur, y vécut.
- Gustave Fayet (1865-1925), artiste peintre, y séjourna.
- Julien Carette (1897-1966), acteur, y vécut.
- Robert Vizet (1924-2018), homme politique, y est né.
- Thierry Pallesco (1956 -), organiste et compositeur, y vécut[122].
- Alain Delon (1935-2024), y a étudié.
- Tabatha Cash (1973-), actrice pornographique, y vécut.
- Marc Fraize dit Monsieur Fraize (1974-), humoriste, y vécut.
- Un Mélanie Georgiades dite Diam’s (1980-), rappeuse, y a étudié.
- Gilles Corre dit Erroc (1961-), auteur de bande dessinée, y vécut[123].
- Quentin Dupieux (1974-), musicien de musique électronique, réalisateur et scénariste. Il y passe son enfance[124].
- Pierre Lottin (1989-), acteur, y vécut.
- Cécile Avezou (1971-), Sam Avezou (2001-) et Zélia Avezou (2004-), grimpeurs français, y vivent.
- Nicolas Sirkis (1959) et Stéphane Sirkis (1959-1999), musiciens français du groupe Indochine y ont vécu durant leur enfance de 1959 à 1961.

### Héraldique et logotype
| [[Image:\|Blason à dessiner\|100px]] | Blason  | D’argent à l’écusson d’azur à la fasce d’or accompagnée de deux merlettes aussi d’argent, une en chef et l’autre en pointe soutenue de deux coquilles aussi d’or, l’écu cantonné de quatre lions de gueules. |
| [[Image:\|Blason à dessiner\|100px]] | Détails | Les ornements extérieurs représentent la couronne murale à trois tours pour les simples villes, deux castors qui ont donné leur nom à la rivière la Bièvre et les fraises cultivées sur la commune.          |

### Igny dans les arts et la culture
- Igny accueille le tournage de la série télévisée Mon père dort au grenier qui est diffusée dans le cadre de l’émission KD2A sur France 2.
- Sur les pages 36 et 37 de l’album S.O.S. Météores de la série Blake et Mortimer se trouvent des vignettes représentant le bas de la rue Gabriel Péri[125].
- La commune a servi de décor pour différents artistes peintres dont Antoine Chintreuil qui a peint Carrière de pierre meulière à Igny, La prairie à Igny et La passerelle dans les prés d'Igny conservés au musée d'Orsay[126],[127],[128], et Le val aux merles et Les rogations d'Igny au musée municipal de Bourg-en-Bresse[129],[130].
- Igny accueille un salon consacré à la bande dessinée, le Festival BD d'Igny, organisé par l'association BD'Essonne[131].